# دانيال وارنر
دانيال وارنر (بالإنجليزية: Daniel Warner)‏ هو فنان قصص مصورة أمريكي، ولد في 14 يوليو 1974 في بوسطن في الولايات المتحدة.